# Edmund Jacobson
Edmund Jacobson (ur. 22 kwietnia 1888 w Chicago, zm. 7 stycznia 1983 w Chicago) — amerykański lekarz medycyny wewnętrznej, fizjolog i psychiatra, naukowiec, twórca treningu Jacobsona oraz Biofeedbacku.
Jego badania nad aktywnością nerwowo-mięśniową, elektrycznymi impulsami nerwowymi udowodniły, że nadmierne napięcie mięśni jest powiązane z zaburzeniami emocjonalnymi.